# Ambrose Akinmusire

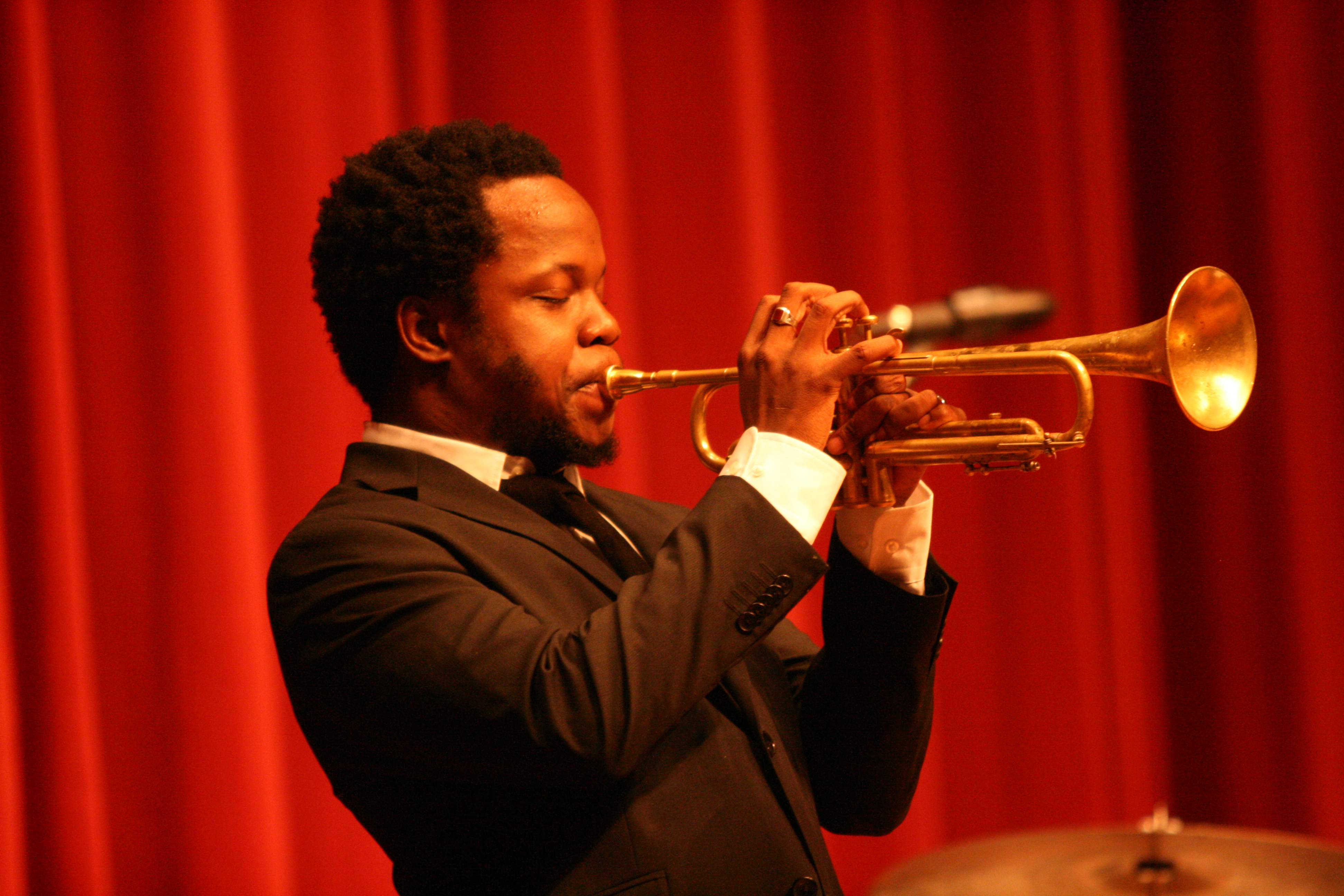
Ambrose Akinmusire (2011)

Ambrose Akinmusire (* 1. Mai 1982 in Oakland) ist ein US-amerikanischer Jazztrompeter, Bandleader und Komponist.

## Leben und Wirken
Akinmusire hat nigerianische Eltern und wuchs in North Oakland auf. Frühe Mentoren waren der Trompeter Robert Porter und der Pianist Ed Kelly. Nach dem Besuch der Berkeley Highschool erhielt er ein Stipendium zum Studium an der Manhattan School of Music u. a. bei Dick Oatts und Lew Soloff. Ein Förderer in dieser Phase war Steve Coleman, dessen Five Elements er angehörte (Resistance Is Futile, 2001). Anschließend studierte er am Thelonious Monk Institute of Jazz Performance bei Terence Blanchard und Billy Childs, wo er u. a. mit Herbie Hancock und Wayne Shorter arbeitete, und im Postgraduierten-Programm an der University of Southern California.
2007 gewann er den Thelonious-Monk-Wettbewerb und den Carmine Caruso International Solo Trumpet Competition; er nahm im selben Jahr mit Alan Pasqua auf und legte ein erstes Album (Prelude: to Cora) bei Fresh Sound/New Artists vor. 2008 trat er mit Vijay Iyer auf dem Chicago Jazz Festival auf und wirkte bei Esperanza Spaldings Album Esperenza mit.
2011 folgte das Blue Note-Album When the Heart Emerges Glistening, das u. a. das von ihm vertonte Gedicht Tear Suicide Manifesto enthält. Neben seinem regulären Quintett wirkte auch der Pianist Jason Moran mit, der als Co-Produzent agierte. Der Downbeat zeichnete das Album mit vier Sternen aus und lobte: „Clearly, something special and personal is at work here, a vision of jazz that is bigger than camps, broader and more intellectually restless than blowing sessions.“. Auf Europa-Tournee zeigte das Quintett unter anderem ein bemerkenswertes Konzert im Ronnie Scott’s Jazz Club. 2014 legte er bei Blue Note das Album The Imagined Savior Is Far Easier to Paint vor, 2017 folgte das Livealbum A Rift in Decorum: Live at the Village Vanguard, 2018 die Studioproduktion Origami Harvest, die bei Down Beat mit seltenen fünf Sternen besprochen wurde. 2020 legte er das Album On the Tender Spot of Every Calloused Moment (Blue Note) vor, 2023 das Soloalbum Beauty Is Enough. Zu hören war er u. a. auch als Gastsolist auf Marta Sánchez’ Album SAAM (Spanish American Art Museum) (2022) und Tigran Hamasyans StandArt (2022).

## Preise und Auszeichnungen
Im Juni 2011 wurde Akinmusire zweifach mit den Jazz Awards der Jazz Journalists Association ausgezeichnet, sowohl als viel versprechendes Talent als auch als Bester Trompeter des Jahres. Ende 2011 erhielt er den Grand Prix du Disque der Akademie Charles Cros. 2012 gewann er den Kritikerpoll des Down Beat als bester Trompeter; 2015 erhielt er den Paul Acket Award auf dem  North Sea Jazz Festival.